# Max Alfred Brumme
Max Alfred Brumme (* 19. Februar 1891 in Leipzig; † 10. Juni 1967 in Braunschweig) war ein deutscher Bildhauer und Maler.

## Leben

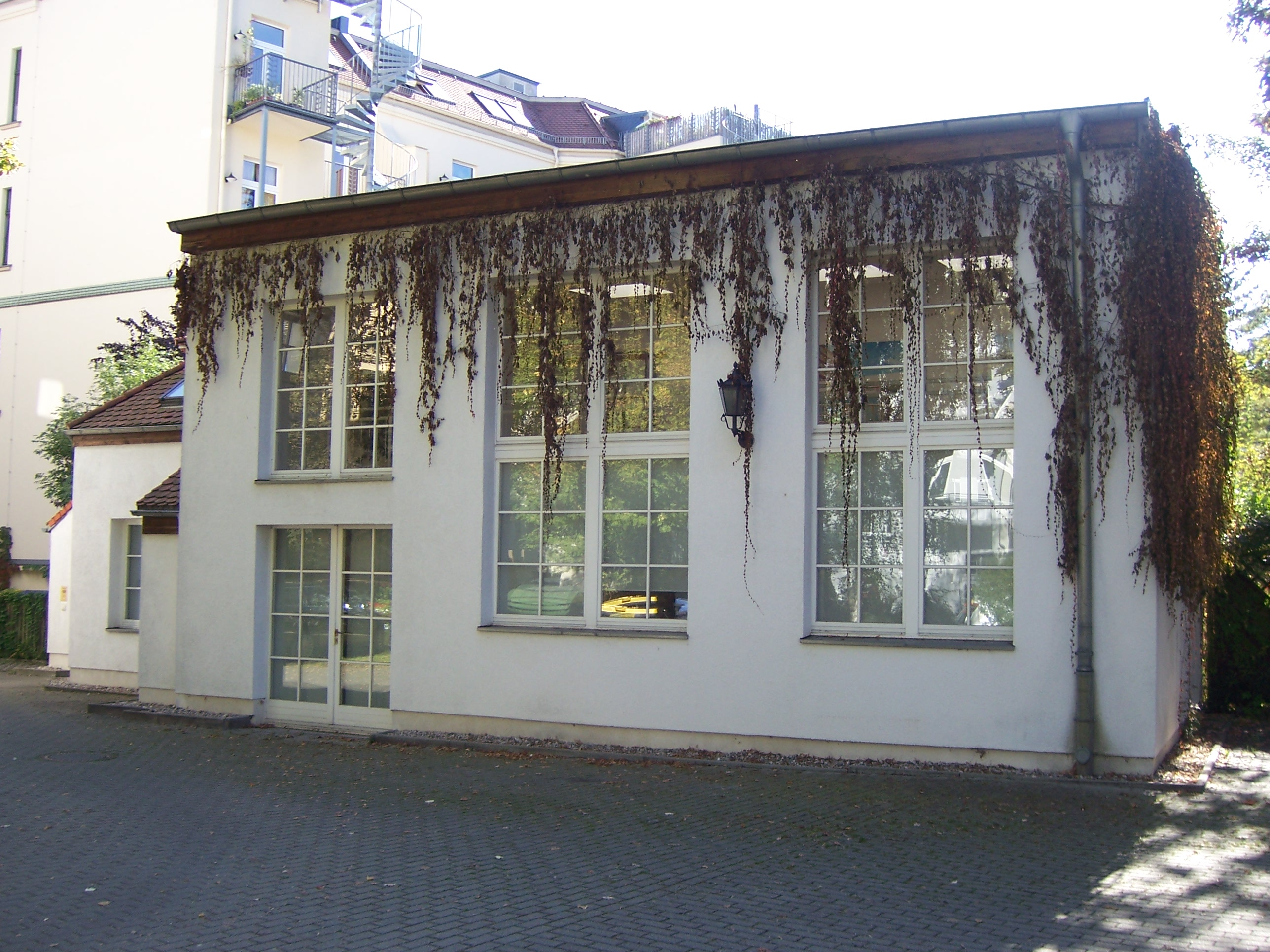
Atelier von Max Alfred Brumme in Leipzig-Gohlis

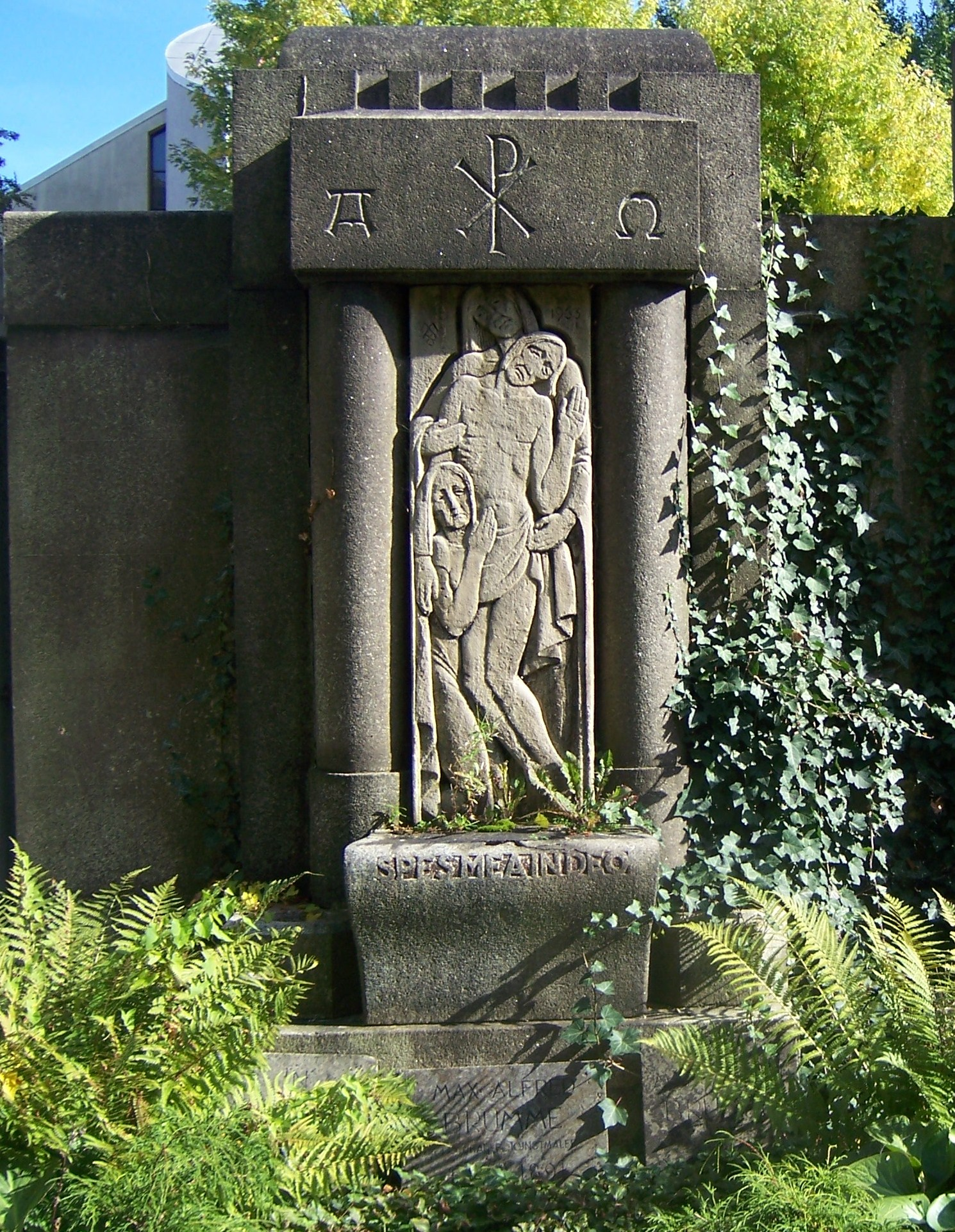
Grabstätte Max Alfred Brumme

Max Alfred Brumme war Sohn eines Buchbinders. Er studierte an der Akademie für Bildende Künste in Dresden bei Karl Groß und Georg Wrba dekoratives und plastisches Gestalten. Anschließend setzte er seine Ausbildung zum Bildhauer bei Adolf Lehnert in Leipzig fort.
Am 2. November 1914 einberufen, diente Brumme während des Ersten Weltkrieges im Infanterie-Regiment „König Georg“ (7. Königlich Sächsisches) Nr. 106. 1916 wurde er Leutnant der Reserve und stand bis 1918 an vorderster Front. Noch während des Krieges, am 12. August 1918, heiratete er Alma Margarethe Gläser. Nach Kriegsende absolvierte Brumme eine Lehramtsprüfung und wurde Lehrer an der Leipziger Kunstgewerbeschule. Ab 1927 war er in Leipzig freischaffend tätig.
Brumme war Mitglied der SA und beteiligte sich 1942 mit der Plastik Einsatzbereitschaft in Dresden an der „Kunstausstellung der SA“. Zwischen 1937 und 1944 war er auf allen Großen Deutschen Kunstausstellungen mit insgesamt 22 Werken vertreten.
Zu seinem Hauptwerk zählt die künstlerische Ausgestaltung der Gohliser Versöhnungskirche, u. a. mit einer vier Meter hohen Christusstatue, einem Altarkruzifix in der Feierkirche, Entwürfen für das liturgische Gerät und das den Krieg anklagende Triptychon, das er nach Ende des Zweiten Weltkrieges schuf. Neben vielen Kunstwerken mit christlichen Bezügen fertigte Brumme auch zahlreiche profane Bildnisse, so unter anderem eine Porträtbüste Adolf Hitlers für das Rathaus in Leipzig. Auch das marmorne Gefallenendenkmal am Portal der Leipziger Peterskirche auf dem Gaudigplatz, benannt nach Hugo Gaudig stammt von seiner Hand.
Seine Arbeiten trugen als Signatur das Namenskürzel „M. Alf. Brumme“.
Bereits 1962 erwarb der Künstler an der Ostwand des Friedhofs Leipzig-Gohlis eine Grabstätte, die er mit einem selbst entworfenen Pietà-Relief von der Hand seines Schülers Hans-Joachim Förster ausstatten ließ.
Nach dem Tod seiner Gattin gelangte Brumme 1965 auf dem Wege der Familienzusammenführung nach Braunschweig, wo er im Kreise seiner Kinder den Lebensabend verbrachte. Er starb 1967; seine Asche wurde auf dem Friedhof in Leipzig-Gohlis bestattet.

## Werke (Auswahl)

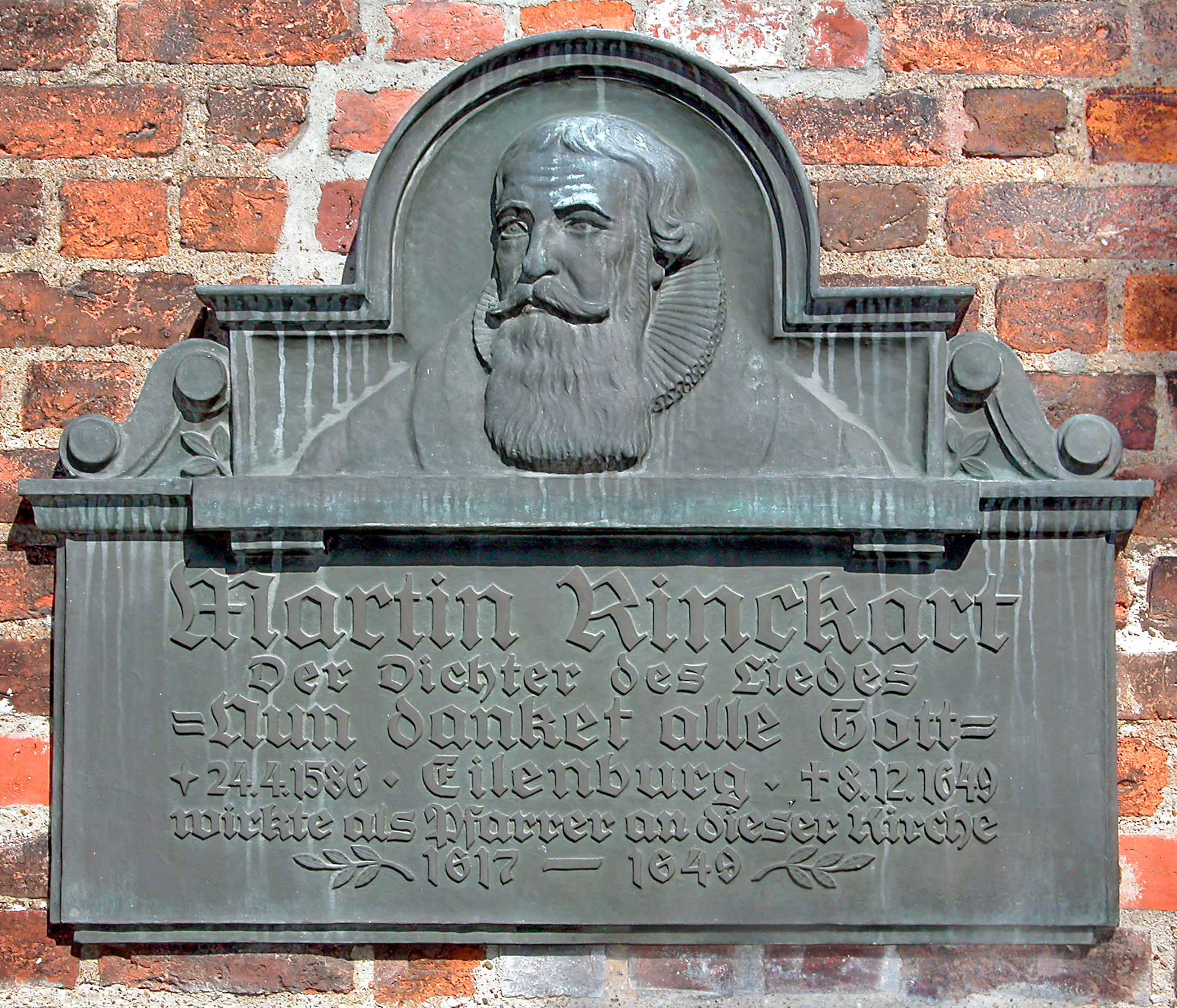
Rinckart-Relief an der Nikolaikirche zu Eilenburg
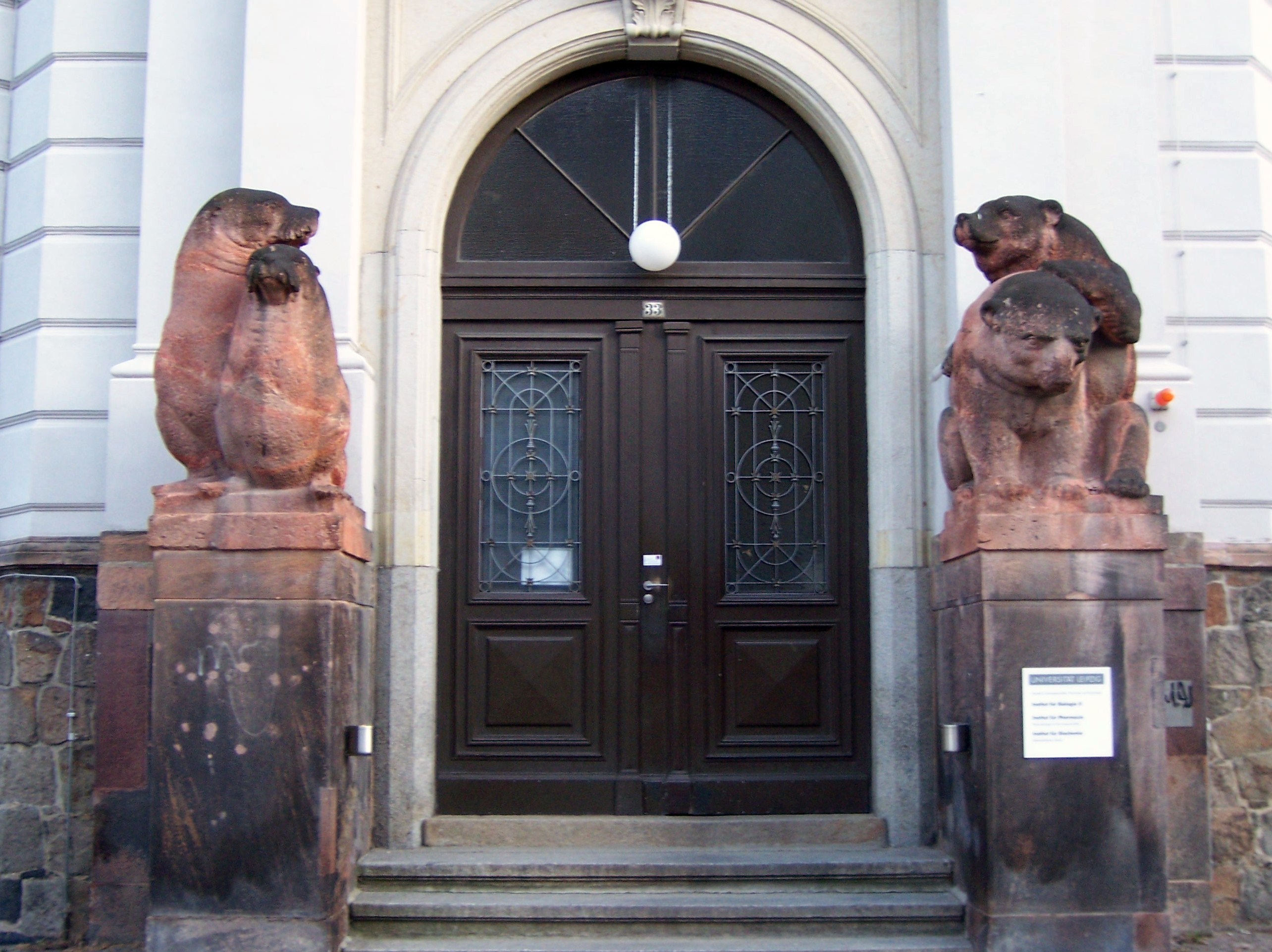
Figuren am ehemaligen Zoologischen Institut der Universität Leipzig
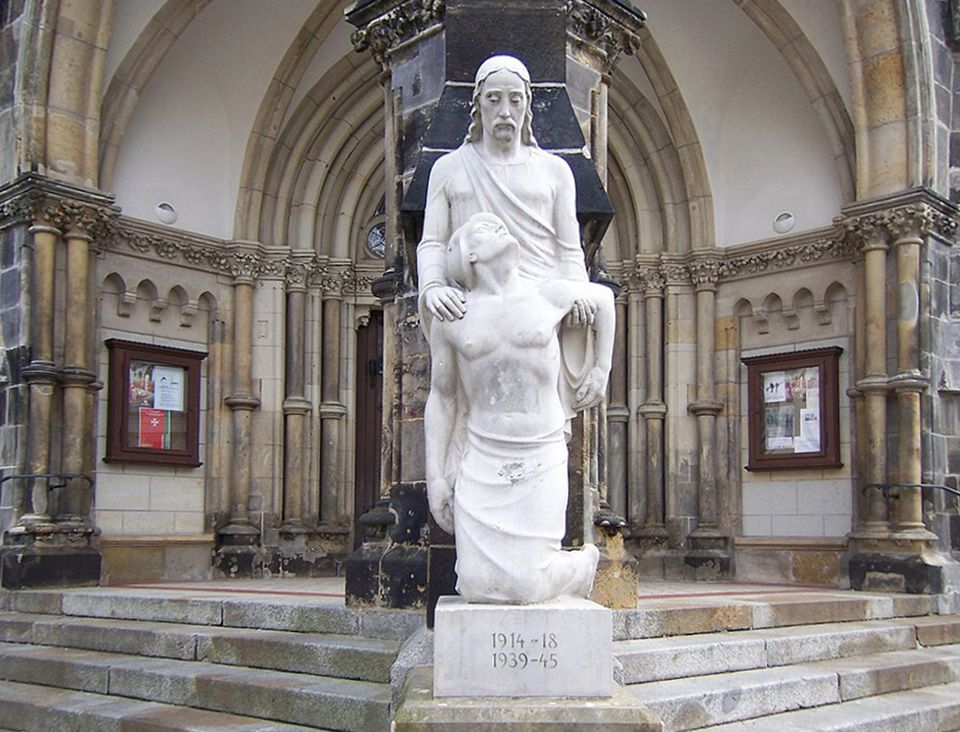
Denkmal für die Gefallenen beider Weltkriege am Eingang der Peterskirche
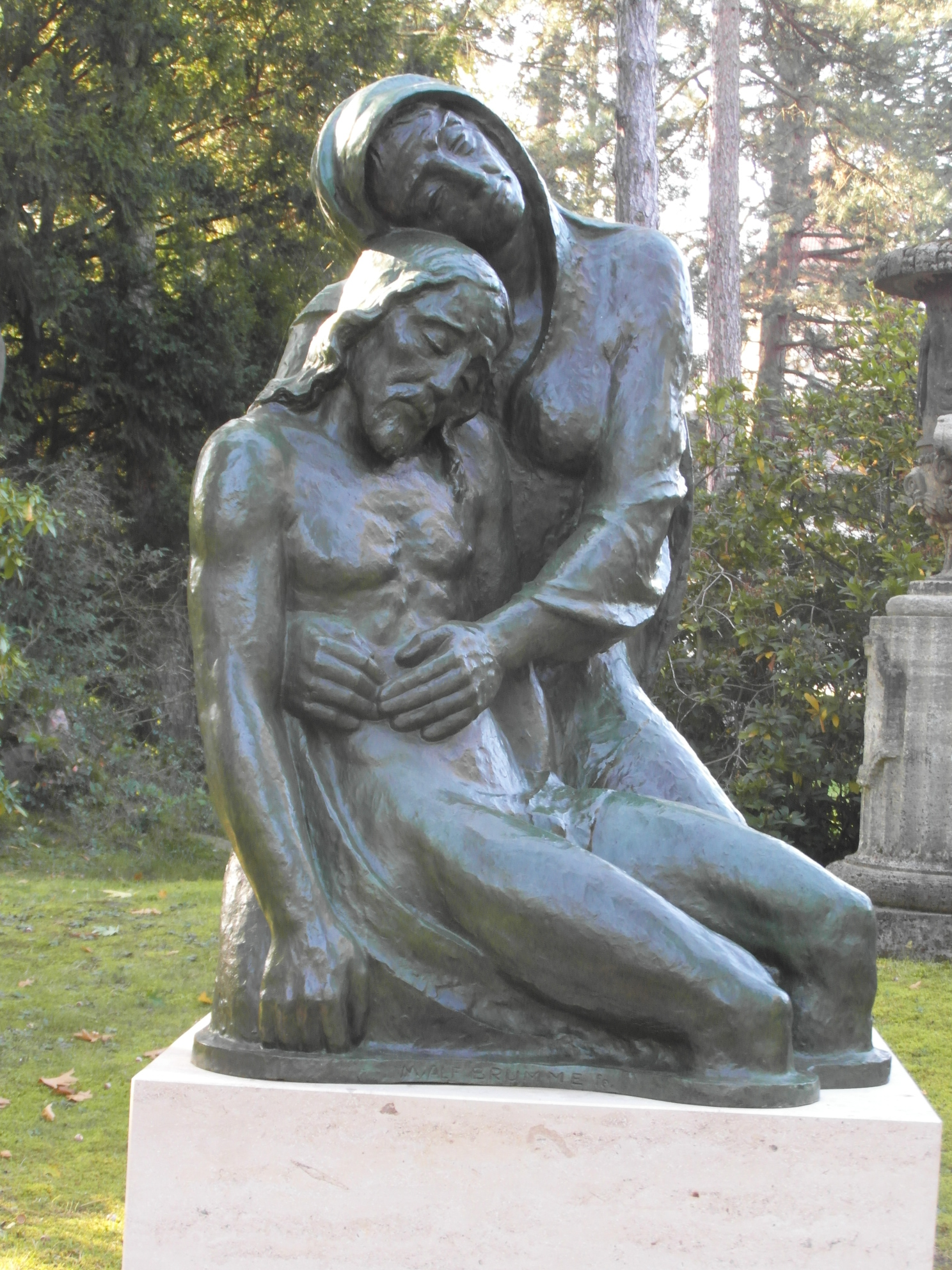
Pietà, Grabmal Ahlswede, Südfriedhof Leipzig
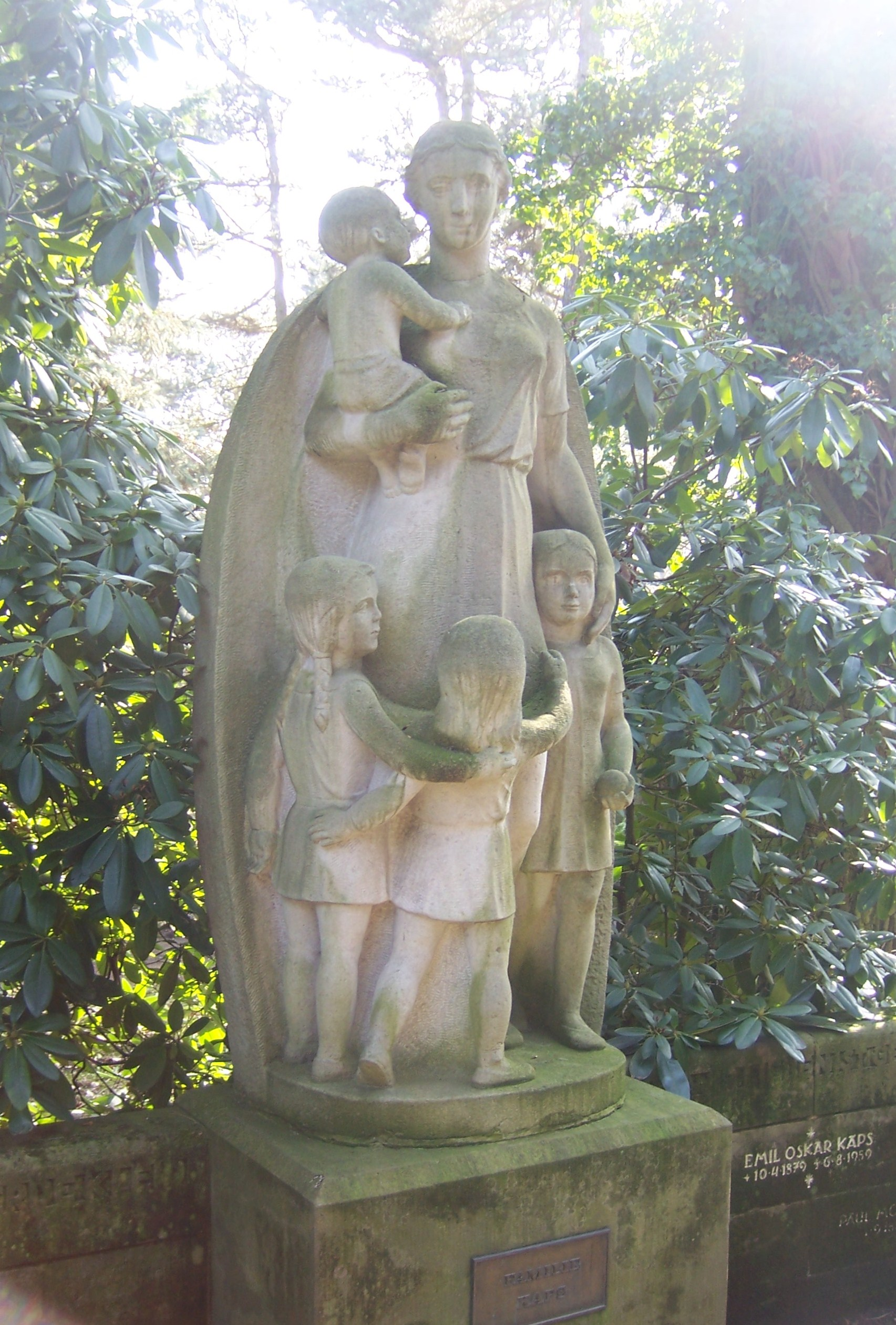
Figurengruppe Mutter mit Kindern, Grabmal Kaps, Südfriedhof Leipzig
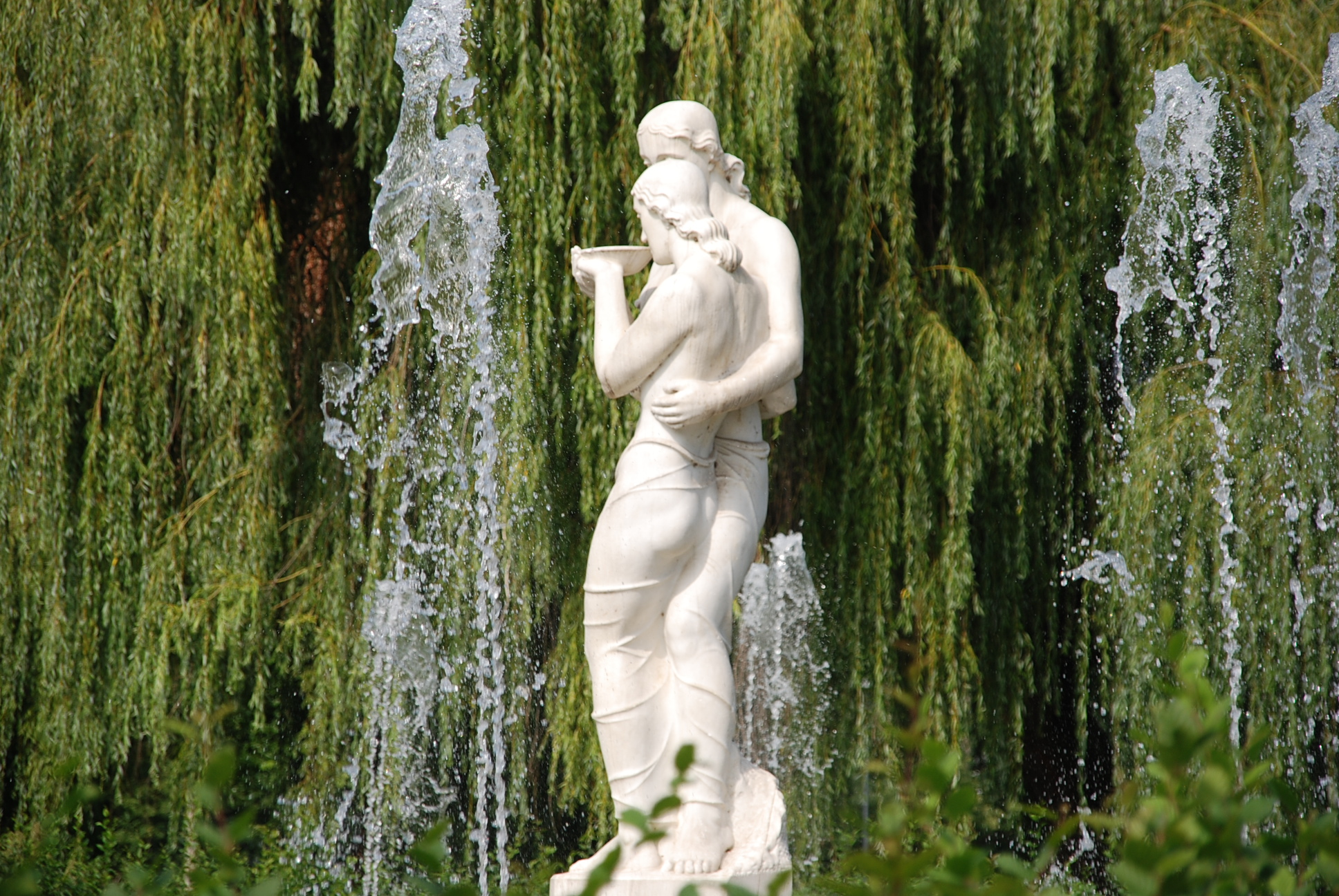
Genesung, Stadtpark Delitzsch

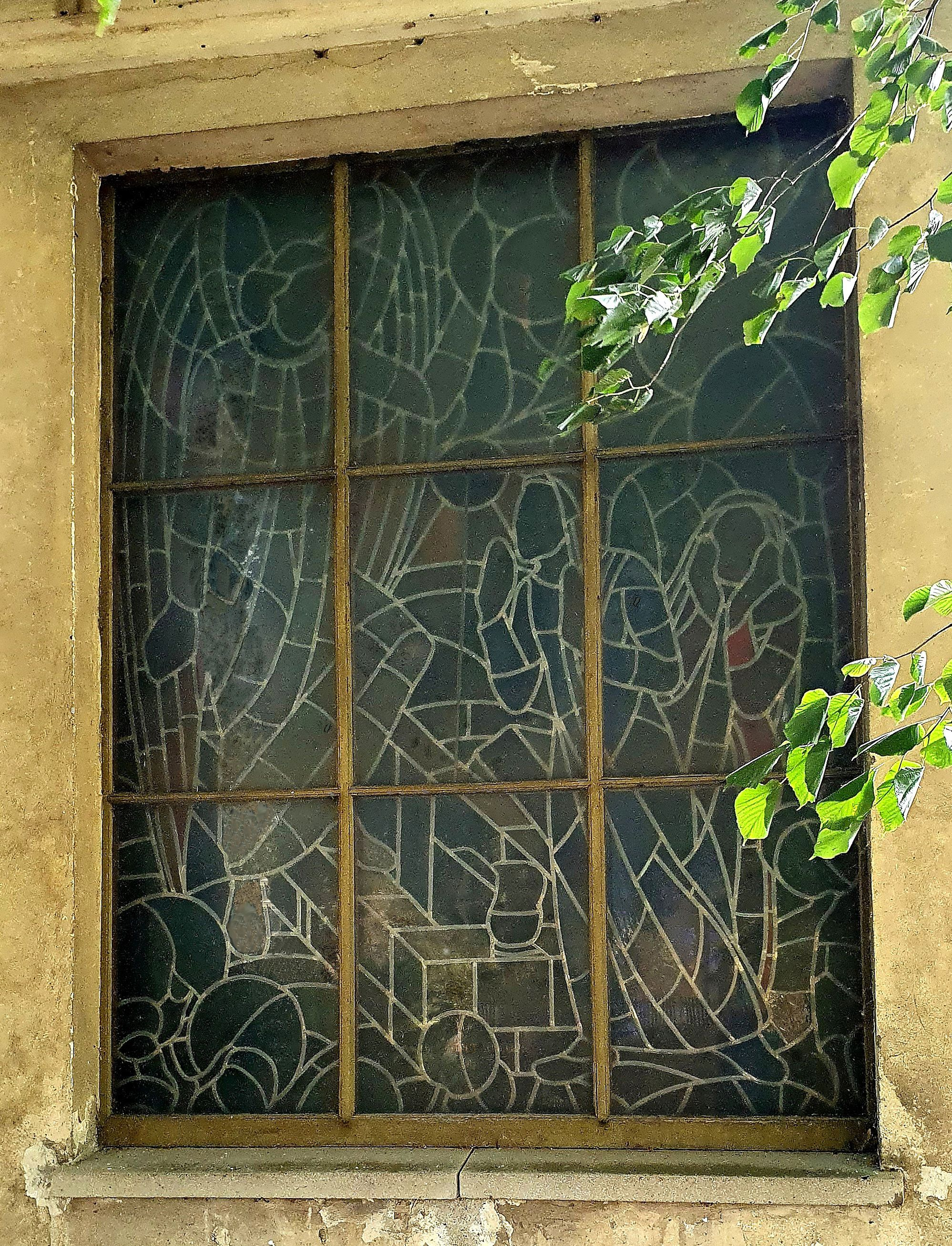
Fenster Friedhofskapelle Sommerfeld (2022)

- Borna – Figur Soldat und Arbeiter, vor ehem. Hauptwache Panzerabwehr
- Delitzsch – Brunnenanlage Genesung, im Stadtpark
- Schkeuditz – Kriegerdenkmal
- Böhlitz-Ehrenberg – Interieur des Betsaales im Gemeindehaus
- Zwickau: Robert-Schumann-Büste, Bronze, Robert-Schumann-Haus
- Großenhain – Husarendenkmal für das ehemalige 1. Husaren-Regiment „König Albert“; Einweihung am 27. Mai 1934, 1948 entfernt
- Eilenburg – Relief zum Gedenken an Martin Rinckart an der Nikolaikirche (1936)
- Bad Köstritz – Büste von Heinrich Schütz am Heinrich-Schütz-Denkmal, 1936
- Leipzig – Bahnpostamt Rohrteichstraße, Relief, 1935
- Leipzig – Seelöwen- und Bärengruppe, Plastiken am Portal des ehemaligen Zoologischen Instituts der Universität Leipzig, Talstraße
- Leipzig – Gefallenendenkmal am Eingang der Peterskirche auf dem Gaudigplatz
- Leipzig – Ausgestaltung der Friedhofskapellen Connewitz und Lindenau, des Weißen Saales am Zoo
- Leipzig – Südfriedhof, Grabmal Herrmann, III. Abt.
- Leipzig – Südfriedhof, Grabmal Gnant, XII. Abt.
- Leipzig – Südfriedhof, Grabmal Eugen Mogk, II. Abt.
- Leipzig – Südfriedhof, Grabmal Anton Käppler, X. Abt.
- Leipzig – Südfriedhof, Grabmal Oswald Fiedler, V. Abt.
- Leipzig – Südfriedhof, Grabmal Herrmann Ahlswede, XI. Abt.
- Leipzig – Südfriedhof, Grabmal Kaps, letzte größere Arbeit des Künstlers
- Leipzig – Buntglasfenster Paul-Gerhardt-Kirche Connewitz
- Leipzig – Buntglasfenster Friedenskirche, Leipzig-Gohlis
- Leipzig – Buntglasfenster Friedhofskapelle Sommerfeld
- Leipzig – Kirche Göbschelwitz, Altarbild und Buntglasfenster
- Leipzig – Regimentsdenkmal 1914–1918 des (Reserve)-Infanterie-Regiments No. 473

Auf einstufigem Unterbau ist das Standbild mit dem Sockel durch gleiches Material verbunden. Es zeigt einen breitbeinig stehenden, barhäuptigen Infanteristen mit Mantel, der in der rechten Hand seinen Stahlhelm hält. Der Blick ist starr nach vorn auf den Boden gerichtet. Die Inschrift am Sockel widmet das Denkmal „DEN TOTEN / KAMERADEN“.